# Jönköping
För andra betydelser, se Jönköping (olika betydelser).
Jönköping (uttal (fil)) är centralort i Jönköpings kommun och residensstad för Jönköpings län. Jönköping är Sveriges tionde största tätort. 
Jönköpings stadsområde från 1600-talet utgörs av den tidigare sandreveln Sanden med två mindre sjöar (Munksjön och Rocksjön) vid Vätterns södra strand, omgivet av kuperade sluttningar. Tätorten omfattar även de tidigare tätorterna Huskvarna och Norrahammar.
Staden fick stadsprivilegier 1284. Jönköpings privilegiebrev är de äldsta bevarade i Sverige.

## Namn

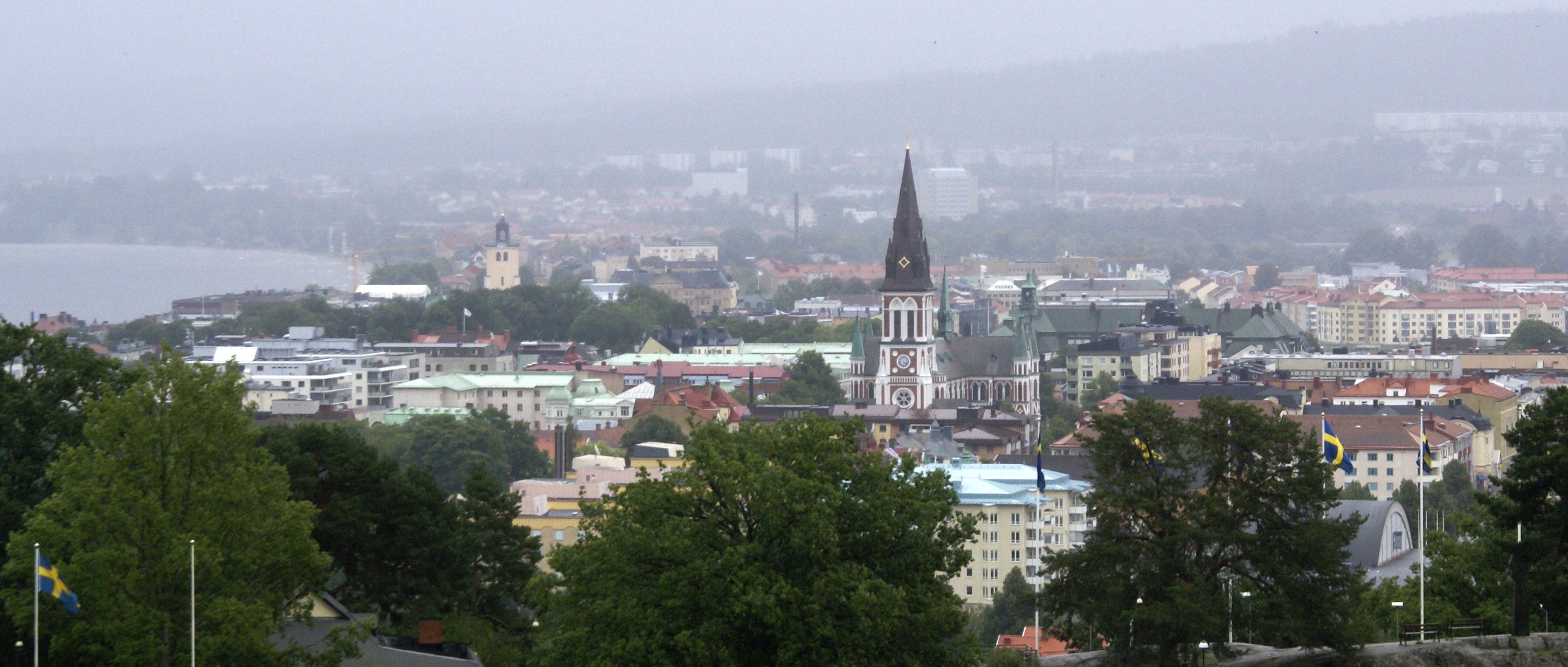
Jönköpings centrum, sett från Stadsparken i augusti 2008.

Namnet Jönköping (1278 in castro Junakøpung) innehåller troligen i sin förled det gamla namnet på Junebäcken. Förleden kan komma av *æwinn, "ständig" eller "permanent", och det skulle då innebära "den aldrig sinande bäcken". Efterleden är köping i bemärkelsen handelsplats.
I ett brev från den 14 februari 1614 kallade Gustav II Adolf staden, som då flyttades till "sanden" mellan Vättern och Munksjön, Adolfsborg. Namnet kom dock aldrig i bruk.

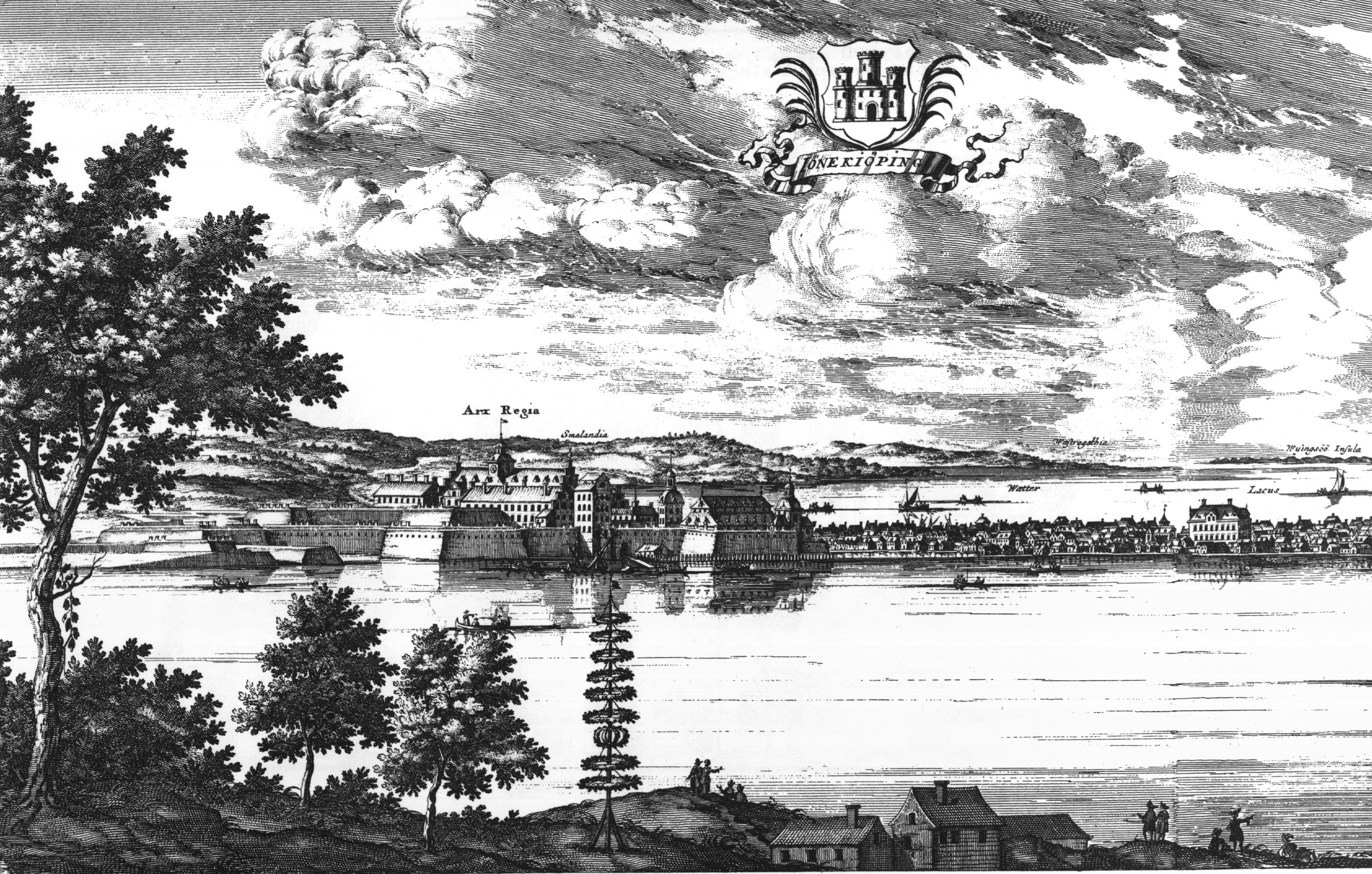
Jönköping omkring år 1700, sett mot norr, med Munksjön i förgrunden. Ur Suecia antiqua et hodierna.

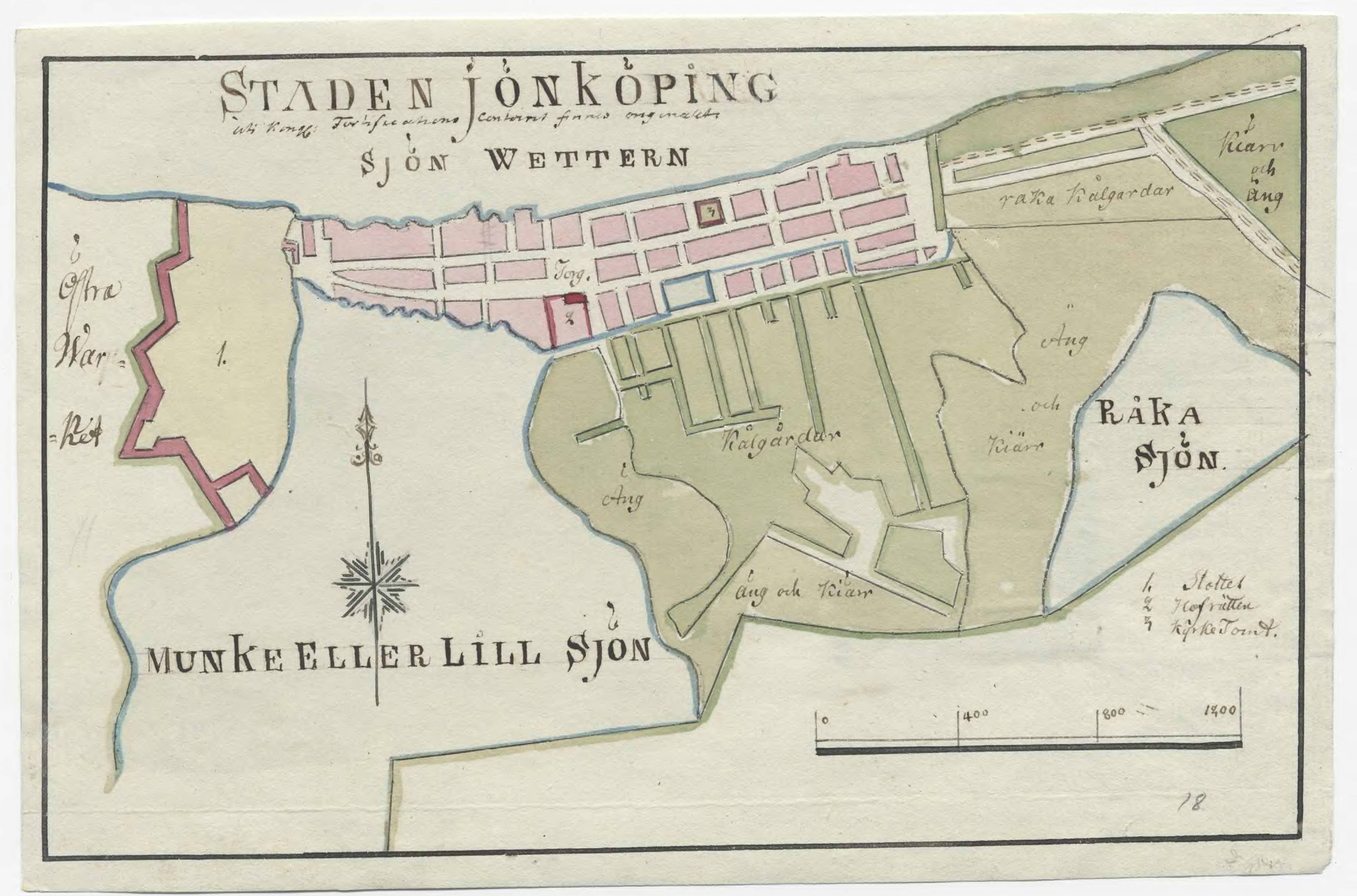
Karta över Jönköping från 1790-talet

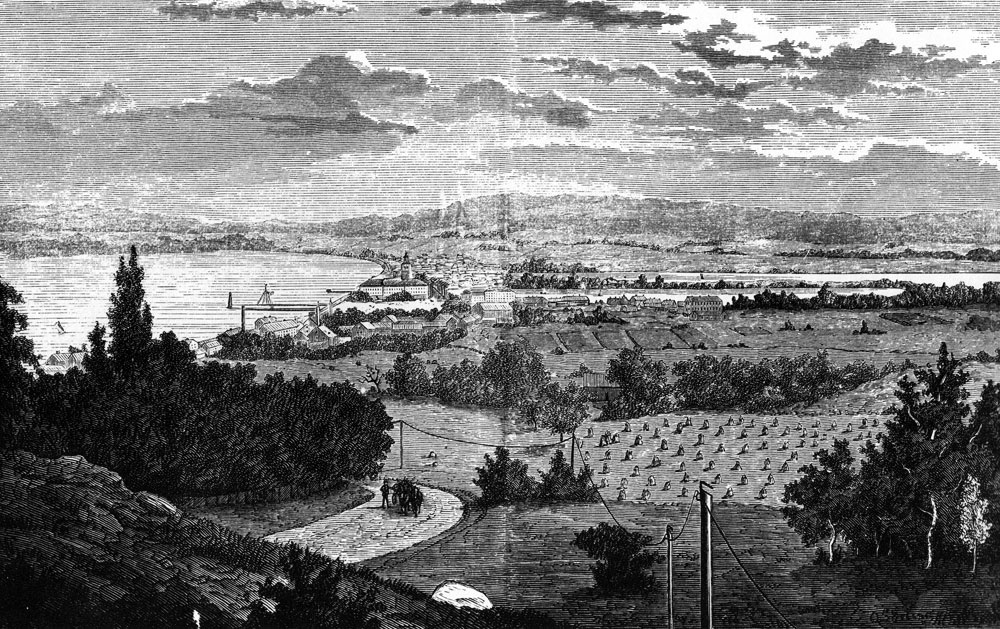
Utsikt över Jönköping 1873, sett mot öster från backen till Dunkehalla. Teckning av Olof Sörling i Ny Illustrerad Tidning.

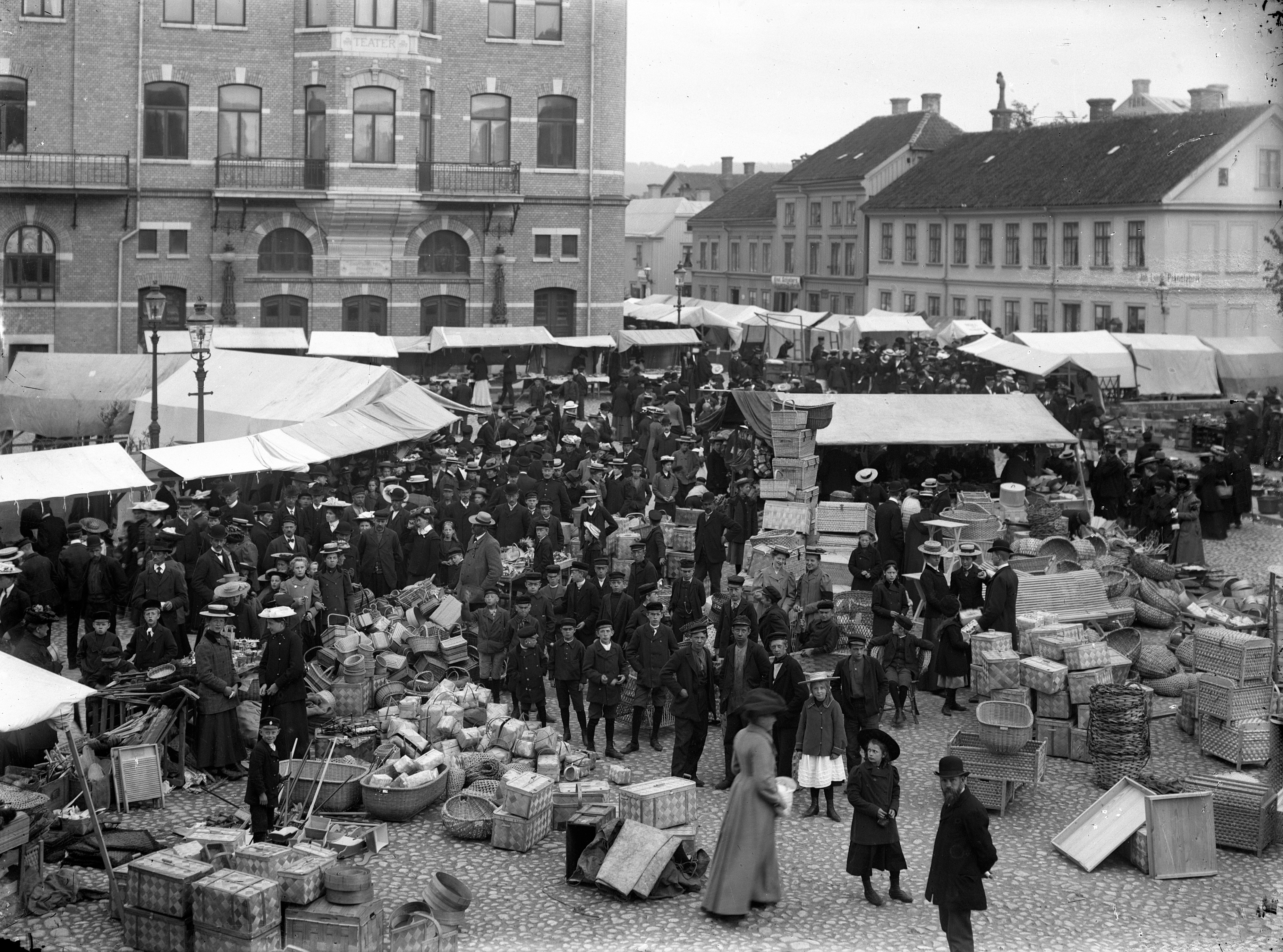
En marknad på Hovrättstorget under slutet av 1800-talet. I bildens övre högra del Kanalgatan österut mot Östra torget

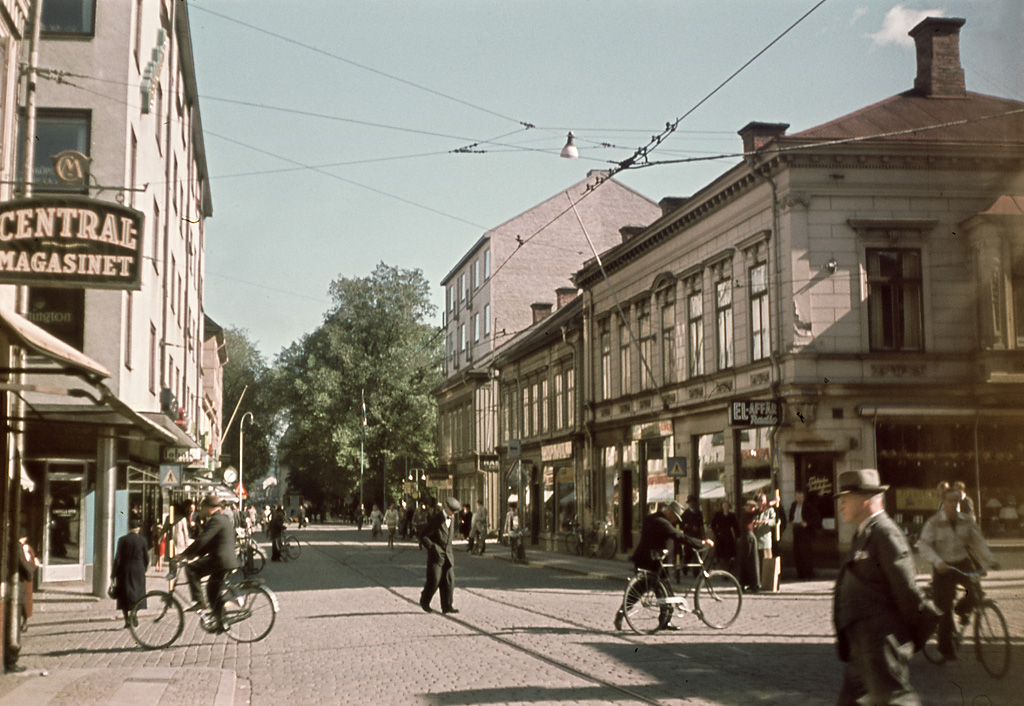
Västra Storgatan mot öster, 1945.

## Historia
Det finns ett tiotal fornlämningar bevarade, varav tre är stora bronsåldershögar, bland andra "Lustigkulle" på Rosenlund. De övriga är stensättningar från järnåldern. Vidare märks ett depåfynd från bronsåldern och ett offerfynd från folkvandringstiden. 
Jönköping grundades troligen under Magnus Ladulås tid som handelsort och som en gränsort mot Danmark. Jönköping var Eriksgatans sydligaste punkt. Där sammanstrålade Lagastigen och Nissastigen. Den 18 maj 1284 fick staden genom Jönköpings privilegiebrev, sina första kända stadsprivilegier, avfattade på latin av Magnus Ladulås i ett på Alsnö i Mälaren dagtecknat dokument. Det är Sveriges äldsta bevarade privilegiebrev. Privilegierna bekräftades och förnyades bland annat 1288, 1338 och 1349 av Magnus Eriksson, 1417 av Erik av Pommern, av Karl Knutsson och av de tre Sturarna. Sten Sture den äldre avled i Jönköping 1503. Gustav Vasa utökade 1524 stadens stapelrätt. Men redan den 21 december 1278 utfärdade Magnus Ladulås "in castro Junakøpung" (från Jönköpings fäste), ett på latin skrivet brev rörande utbyte av kronogods. Efter 1300-talets mitt ersattes ofta formen Junakøpunger med Jonakøpunger. Omkring år 1400 ändras namnet till Jønakøpung, varefter namnet Jönköping befästs.
De äldsta beläggen för en stadsbildning går tillbaka till 1270- och 1280-talen. År 1283 grundades ett franciskanerkloster vid Lillesjön, senare kallad Munksjön, vilket bidrog till utvecklingen. En gynnsam privilegiepolitik från Kronan och ett allmänt ekonomiskt uppsving gav goda tillväxtbetingelser. Under 1400-talet hade Jönköping utvecklats till en medelstor stad med kanske 1 000 invånare. Handeln baserades då på export av animalieprodukter och oxdrifter till Bergslagen. Genom sitt strategiska läge drogs Jönköping in i maktkampen om den nordiska unionen och utsattes för upprepad förstörelse och brand. År 1567 skövlades och brändes staden under Daniel Rantzaus fälttåg och inför en väntad belägring under Kalmarkriget 1612 brände borgarna själva sin stad. Staden återuppbyggdes efter en flytt en bit österut, och den nya staden fick kungliga privilegier 1614 och 1620.
Befolkningsutvecklingen stagnerade under senmedeltid och 1500-talet, men en ny expansion kan skönjas från 1590-talet. Arbetet med att efter reformationen bygga om det tidigare franciskanklostret till det kungliga Jönköpings slott med befästningsverk skapade i förening med en merkantilistisk stödpolitik en gynnsam ekonomisk grogrund. Befolkningen till cirka 2 500 vid 1600-talets slut. Under hertig Karls regering började järnmalmen vid Taberg utnyttjas och förberedelser gjordes för anläggandet av Vantmakeriet i Jönköping. Gustav Adolf försökte fullfölja faderns planer och anlade även Jönköpings gevärsfaktori med borrverk i Dunkehallaån. Smedjegatan, som inte är helt rak, visar att man då fortfarande nyanlade på medeltida oregelbundet sätt. Vid nuvarande Hovrättstorget byggdes år 1650 hovrättshuset och år 1699 Rådhuset.
När Skåne, Halland och Blekinge efter freden i Roskilde 1658 blev svenska, förändrades Jönköpings förutsättningar. Stadens militära roll föll bort, men förlusten kompenserades delvis av att Jönköping från 1634 blev administrativt centrum och säte för Göta hovrätt. Dock blev 1700-talet ett stagnationens sekel i Jönköpings historia. Slottet ödelades 1737 av en vådeld. Staden hade år 1800 mindre än 3 000 invånare.
1800-talets Jönköping är känt som liberalernas och tändstickornas stad. Åren 1843–72 utkom det liberala Jönköpingsbladet, och 1845 grundades Jönköpings tändsticksfabrik. I båda projekten var Johan Edvard Lundström en drivande kraft. Ända in på 1880-talet tillhörde Jönköping rikets mest expansiva städer. Göta kanals tillkomst (1822–32) gynnade köpenskap och sjöfart. Efter utbyggnad av hamnen vid 1800-talets mitt och järnvägsförbindelser på dåvarande Södra stambanan, med Falköping 1863 och Nässjö 1864, växte industrier fram med bland annat Jönköpings Mekaniska Werkstad och Munksjö pappersbruk. Tillväxttakten var efter 1885 långsammare.
Sommaren 1948 inträffade de så kallade Tattarkravallerna i Jönköping. Dessa var kravaller riktade mot resandefolket som var bosatta i stadsdelen Öster. Många resande misshandlades under kravallerna och flera fick sina hem vandaliserade.
Från år 1900 utvecklades Bäckalyckans villastad vid Junebäcken i väst, samtidigt som enkla arbetarförstäder växte fram i Torpa kring stadsgränsen i söder. År 1910 inkorporerades denna utomgränsbebyggelse till staden.
Jönköping fick en ny järnvägsstation 1984, ritad av Carl Nyrén. På det nedlagda Smålands artilleriregemente inrättades köpcentret A6 köpcentrum. I anslutning till mässcentret Elmia finns Jönköpings konserthus.

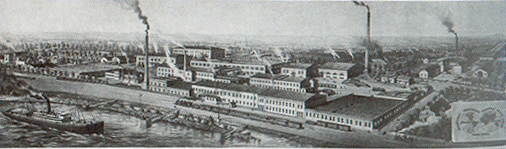
Jönköpings Tändsticksfabrik 1910

Jönköping kallas tändsticksstaden, vilket grundar sig på de framgångar som Jönköpings Tändsticksfabrik från slutet av 1800-talet hade med sina säkerhetständstickor. Inte mindre än fem tändsticksfabriker var under en period verksamma i staden.

### Administrativa tillhörigheter
Här beskrivs historiken för den centrala delen av tätorten, den tidigare stadskommunen, se även Huskvarna och Norrahammar för historiken för de delarna
Jönköpings stad blev vid kommunreformen 1862  en stadskommun. År 1910 införlivades Ljungarums socken/landskommun och 1951 delar ur Järstorps socken/landskommun. År 1971 uppgick Jönköpings stad i Jönköpings kommun med Jönköping som centralort. Tätorten hade då växt ihop med Huskvarna och senare med Norrahammar.
I kyrkligt hänseende hörde denna centrala del av tätorten till Jönköpings församling som 1852 uppdelades i Jönköpings östra församling (Jönköpings Kristina församling) och Jönköpings västra församling (Jönköpings Sofia församling). Från 2010 hörde de centrala delarna av tätorten till Jönköpings Kristina-Ljungarums församling (från 2006) och Jönköpings Sofia-Järstorps församling, vilka 2018 slogs samman till Jönköpings församling.
Området motsvarande stadskommunen ingick till 1971 i domkretsen för Jönköpings rådhusrätt och ingår sedan dess i Jönköpings tingsrätts domsaga.

## Geografi

### Stadsbild

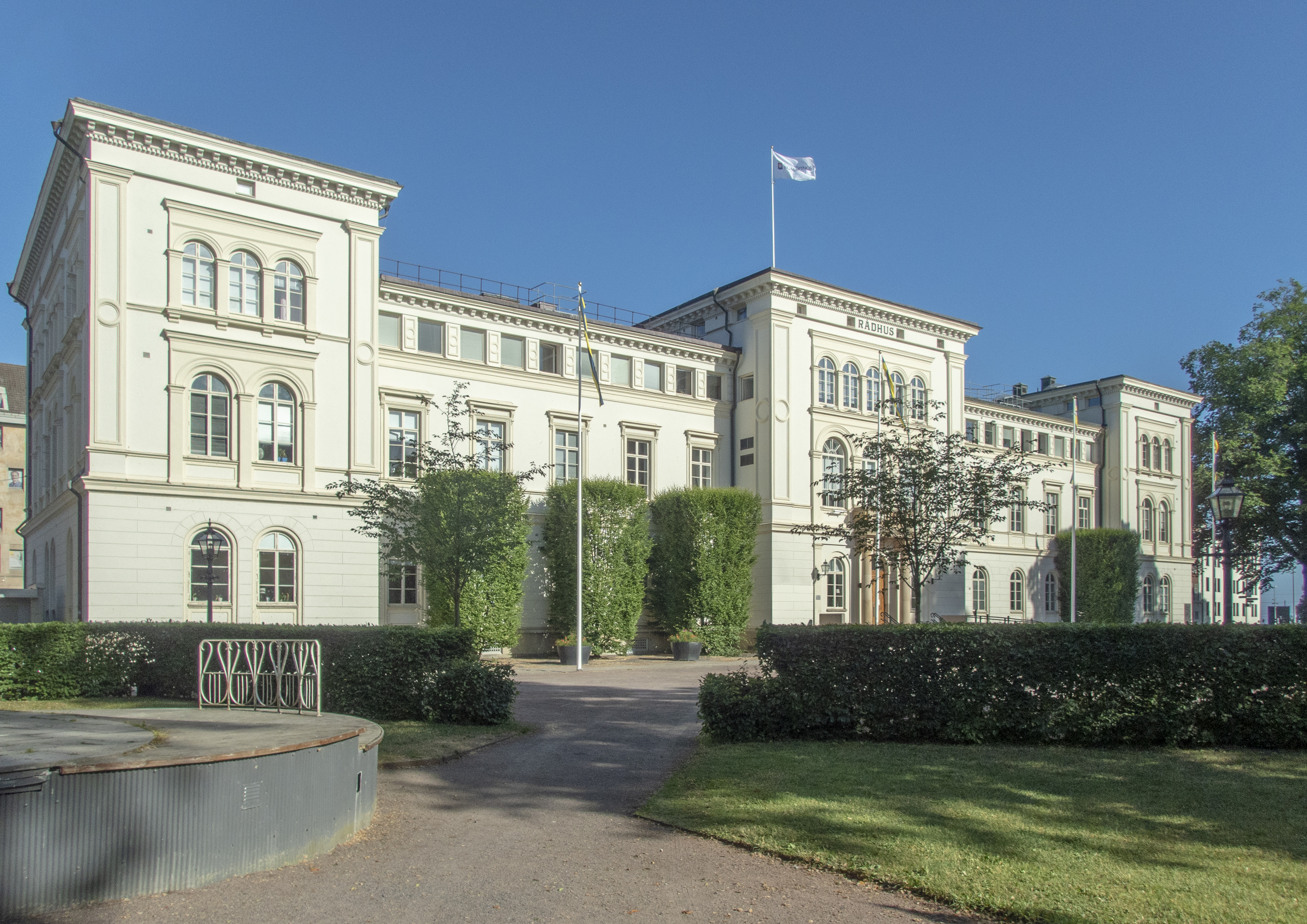
Rådhuset

Den nuvarande tätorten har uppstått genom att tidigare separata orter har vuxit samman. Redan 1960 hade bebyggelsen i Jönköping och Huskvarna vuxit samman och vid tätortsavgränsningen 1970 kom även Norrahammar samt samhällena Hovslätt och Lockebo att innefattas i tätorten Jönköping. Tätorten är förhållandevis stor till ytan och ligger i areal på sjätte plats i landet. Ibland används Södra Vätterbygden som ett namn på bebyggelsen i och omkring Jönköping.

#### Den centrala delen av tätorten, tidigare stadskommunen
Området delas i två delar av en kortare kanal, som förenar Munksjön med Vättern. Kanalen korsas av fem broar, varav en järnvägsbro och två gång- och cykelbroar. Därutöver går Munksjöbron, som färdigställdes 2006, över en vik av Munksjön. Runt Munksjön finns promenad- och cykelväg, sjöns östra sida har grillplatser, soldäck och ett utomhusgym.
Rocksjön är den något mindre av Jönköpings båda sjöar. Området kring sjön är relativt lite exploaterat, delvis tack vare planer för bevarande, där även Munksjön ingår. De kanaler som förenar de båda sjöarna med Vättern har grävts för att låta vattnet cirkulera.
Vid Vättern finns en badstrand, Vätterstranden.
På 1850-talet donerade staten det forna slottsområdet till staden, som i en rutnätsplan placerade ut bland andra länsresidens, nytt rådhus, parker samt järnvägsstation. Stationen attraherade affärscentrum till Västra Storgatan, men numera har de båda delarna av centrum vuxit ihop till ett sammanhängande centrum. I 1877 års stadsplan vidgades den rutformade bebyggelseytan med bland andra de två esplanaderna Kungsgatan och Kilallén.
År 2013 var folkmängden i det ursprungliga stadsområdet 61 559 personer.

## Ekonomi och infrastruktur

### Näringsliv
Det finns många stora företag i Jönköping, bland annat har Husqvarna AB huvudkontor i Jönköping. Staden är ett stort logistik, handels, idrotts, utbildnings, kultur, och socialt centrum, som binder ihop Sveriges tre största städer. 
Några andra stora företag som finns í Jönköping är: Postnord (Logistikcenter), Elgiganten (Logistikcenter), Bubs Godis (Hallonlakrisskalle), Elmia AB, AB Fagerhult, IKEA (lager), Liljedahl Group AB, Holmgrens Bil AB, ITAB, Xano. . 
Nedan finns statistik över förvärvsarbetande i Jönköping:[källa behövs]
- Handel, transport och kommunikation: 21 %
- Finansiell verksamhet och företagstjänster: 11 %
- Utbildning och forskning: 8 %
- Vård och omsorg: 13 %
- Personliga och kulturella tjänster: 7 %
- Offentlig förvaltning m.m.: 7 %
- Jord- och skogsbruk: 1 %
- Tillverkning och utvinning: 20 %
- Byggnadsverksamhet: 5 %
- Övrigt: 1 %

### Bankväsende
Under 1800- och 1900-talen hade Jönköping följande bankrörelser:
- Jönköpings läns sparbank grundades 1831. Ytterligare en sparbank, Allmänna sparbanken för Jönköpings län, grundades 1919. Den uppgick år 1966 i länssparbanken. År 1986 uppgick Länssparbanken Jönköping i Sparbanken Alfa som senare blev en del av Swedbank.
- Smålands enskilda bank grundades i Jönköping år 1837. År 1972 uppgick Smålandsbanken i Götabanken, men det lokala namnet behölls.
- Den 1 november 1874 öppnade Stockholms handelsbank ett kontor i Jönköping.[15] Stockholms handelsbanks kontor ersattes 1895 av Jönköpings handelsbank.[16] I början av 1900-talet övertogs Jönköpings handelsbank av Göteborgs handelsbank.[17] Göteborgs handelsbank övertogs år 1949 av Skandinaviska banken som behöll kontoren i Jönköping.[18]
- I januari 1904 etablerade även Bankaktiebolaget Södra Sverige ett kontor i Jönköping.[17] Södra Sverige uppgick senare i Svenska Handelsbanken.
- Den år 1917 grundade Svenska lantmännens bank hade tidigt kontor i Jönköping.[19] Även dess efterföljare Jordbrukarbanken[20] och PKbanken fanns i Jönköping.
- Även Sydsvenska kreditaktiebolaget etablerade ett kontor i Jönköping.[21] Sydsvenska banken blev senare Skånska banken som uppgick i Handelsbanken år 1990.
- Jönköping hade även ett avdelningskontor för Sveriges riksbank, öppnat den 12 oktober 1885.[22]

Smålandsbanken och PKbanken uppgick under 1990-talet i Nordbanken som senare blev Nordea.

### Infrastruktur

#### Stadsbuss

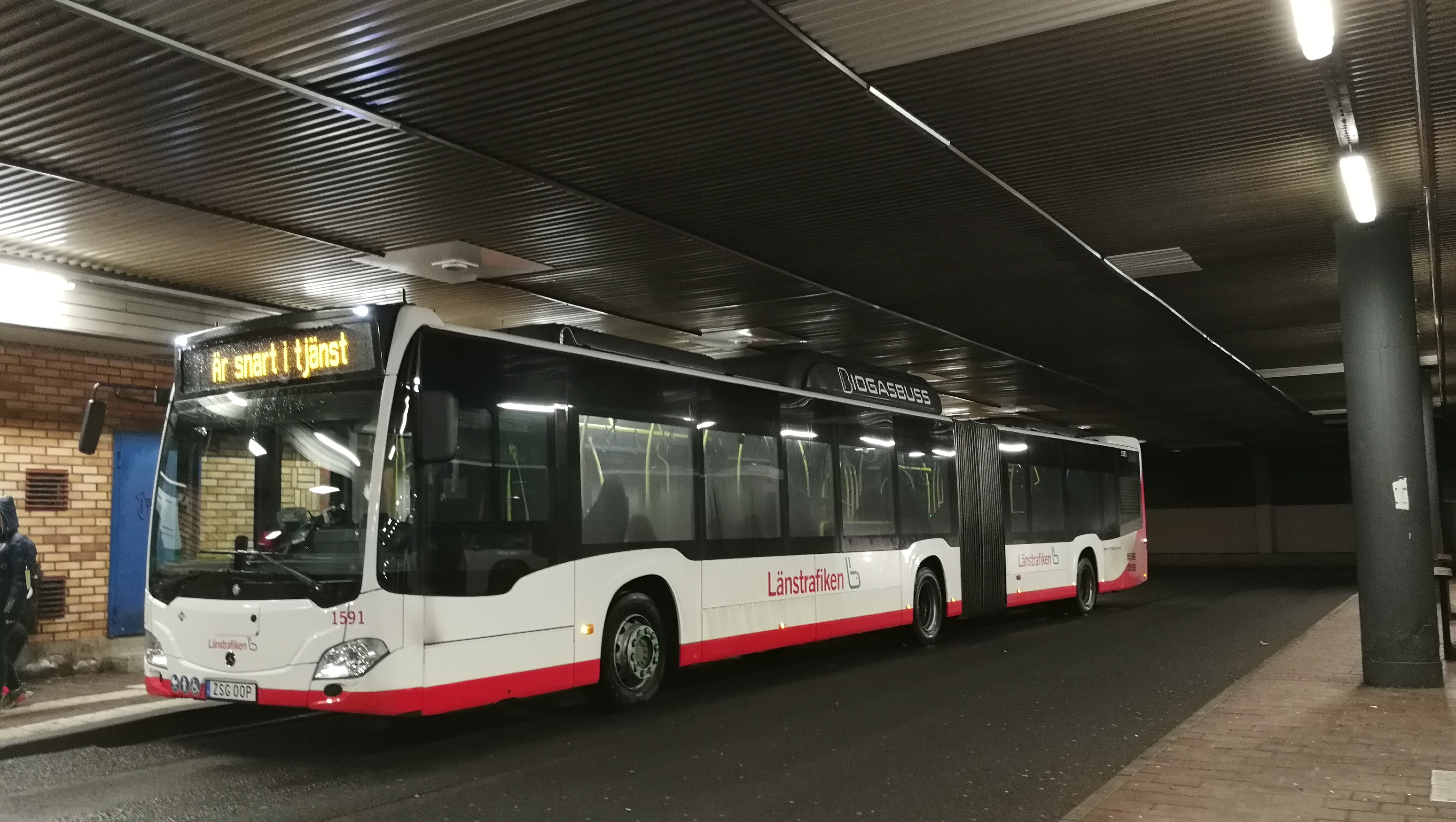
Jönköpings Länstrafiks stadsbuss vid Råslätts Centrum 2020.

##### Stombusslinjer
Citybussarna i Jönköping inrättades i juni 1996 med stomlinje 1 och 2, och var ett av de första svenska exemplen på principen Tänk spårvagn – kör buss, med några tydligt utvalda linjer med hög turtäthet. Linjenätet har alltså en förhållandevis hög andel busskörfält och kollektivtrafiksignaler. Citybussarna kör också genare sträckningar jämfört med tidigare. Strategin har varit framgångsrik och lett till en kraftig ökning av bussresandet. En tredje stomlinje tillkom 2001 i samband med entreprenörsbyte. År 2021 tillkom en fjärde stomlinje i samband med entreprenörsbyte.
Stombusslinjerna trafikeras uteslutande med ledbussar.
| Linje | Sträckning                                   |
| ----- | -------------------------------------------- |
| 1     | Råslätt–Centrum–Elmia–Österängen–Huskvarna   |
| 2     | Hisingsängen–Dalvik–Centrum–Ekhagen–Öxnehaga |
| 3     | Tokarp–Centrum–Ryhov–Ljungarum–Råslätt       |
| 4     | Vätterslund–Centrum–Ryhov–Huskvarna          |

##### Stadsbusslinjer
Utöver de fyra stomlinjerna finns ytterligare 10 stadsbusslinjer i Jönköping med närmaste omnejd, med nummer 11-37.
| Linje | Sträckning                                    |
| ----- | --------------------------------------------- |
| 11    | Samset-Centrum-Ekhagen                        |
| 15    | Öxnehaga-Huskvarna                            |
| 16    | Fagerslätt-Huskvarna Esplanaden-Egnahem       |
| 17    | Strandängen-Centrum-Asecs                     |
| 24    | Centrum-Råslätt-Barnarp-Torsvik-Hyltena       |
| 27    | Månsarp/Taberg-Norrahammar-Centrum-Skänkeberg |
| 28    | Centrum-Hovslätt-Norrahammar-Flahult          |
| 31    | Axamo/Flygplatsen-Mariebo-Centrum             |
| 35    | Stadsexpress Fagerslätt-Huskvarna-Jönköping   |
| 37    | Snabbuss Centrum-Torsvik-Taberg               |

##### Spårväg
Åren 1907–1958 hade Jönköping spårvägstrafik.
| Linje      | Sträcka |
| Röd Linje  | Österängen–Rosenlundstorget–Öster–Hovrättstorget–Rådhuset–Torpagatan–Tabergsgatan–Jordbron                                                           |
| Grön Linje | Ryhov–A6 Kasernerna–Öster–Vindbron–Centralstationen–Stadsparken–Dunkehalla–Bymarken                                                                  |
| Gul Linje  | Rosenlundstorget–Öster–Hovrättstorget–Torpagatan (förstärkningslinje vintertid)                                                                      |
| Vit Linje  | Förstärkning av Grön Linje, då dennas vagnar vanligtvis vände i centrum. De vagnar som gick hela sträckan Ryhov–Bymarken skyltades vita halva vägen. |

##### Fjärrbussar
Jönköping trafikeras av Flixbus, Vy Buss, Västervik Express samt Snälltåget anslutningsbuss.

##### Järnvägar

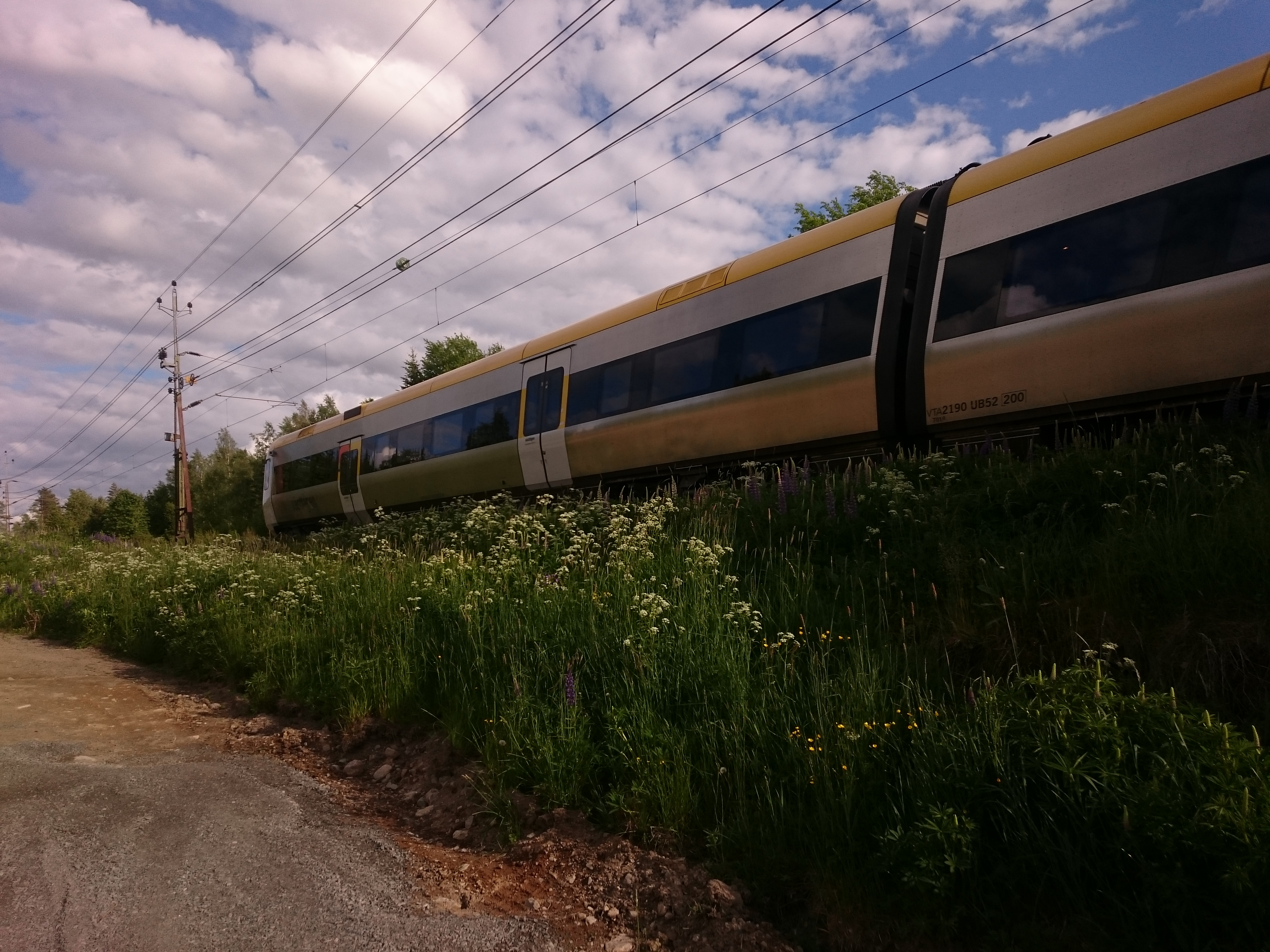
Ett Västtåg strax utanför Nässjö.

Genom Jönköping går järnvägen Jönköpingsbanan. En linje mellan Skövde, Falköping, Jönköping och Nässjö trafikeras av Västtågen och Krösatågen i förhållandevis tät trafik. Fordon som används är Reginor, X11/X14 eller Itino dieselmotorvagnar. Vissa av Västtrafiks avgångar har Göteborg C, Skövde, Töreboda eller Falköping som slutstation. Från Jönköping i riktning söderut går även motorvagnar av littera Y31/Y32 till Vaggeryd, Värnamo och vidare till Växjö. Några av krösatågen från Jönköping går till Eksjö och Växjö. Det går även ett snabbtågspar till och från Stockholm via Linköping och Norrköping sex dagar i veckan. 
I Jönköping finns fem järnvägsstationer, Jönköping C, Huskvarna, Rocksjön, Hovslätt samt Norrahammar. 
Trafikverket har planerat att dra en ny järnväg, Götalandsbanan, mellan Linköping och Göteborg via Jönköping. Detta skulle kräva en ny station, vilket Jönköpings kommun har förberett för strax söder om Munksjön. 2022 beslutade dock den nytillträdda regeringen Kristersson att avbryta planeringen av Götalandsbanan.

##### Vägar

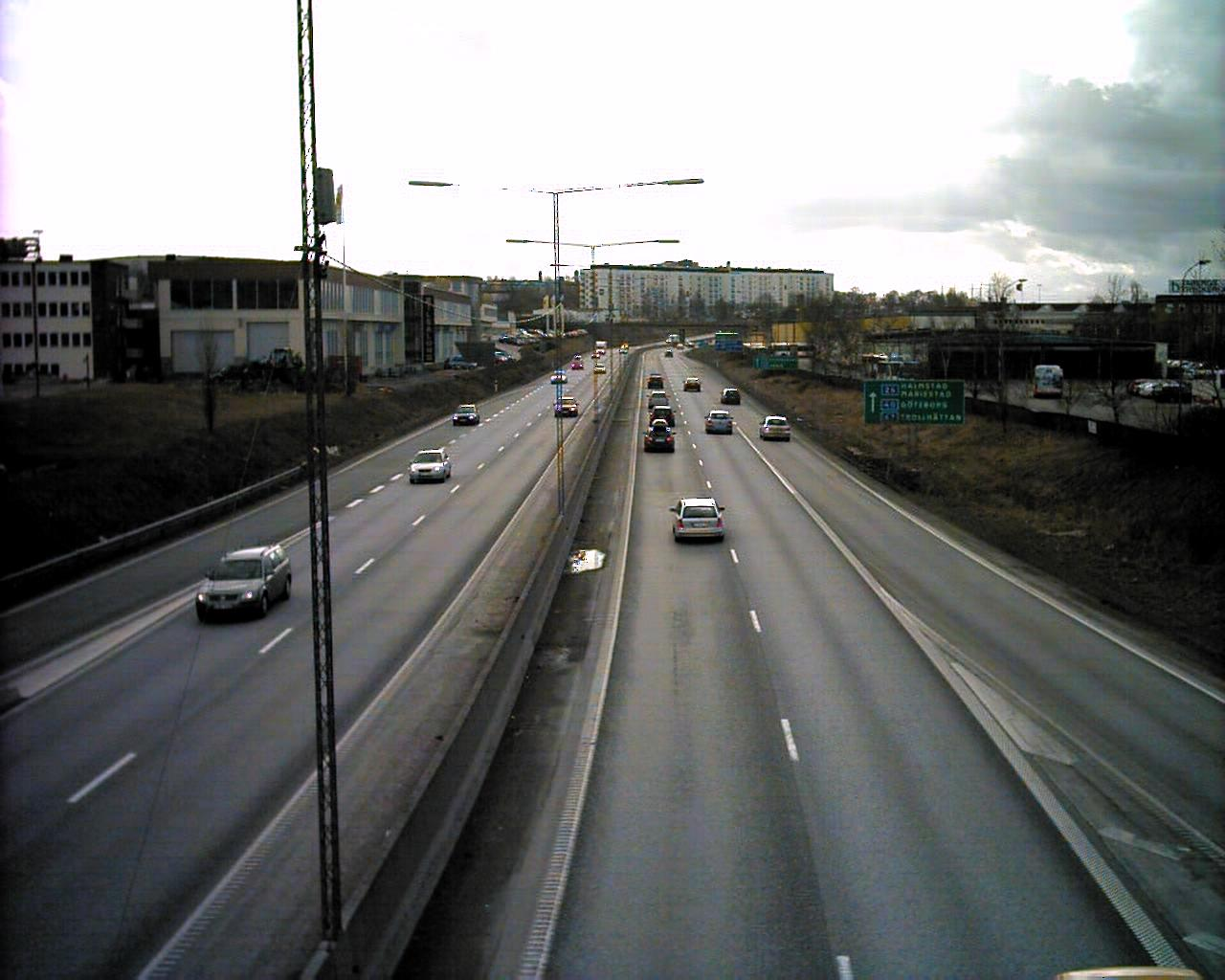
E4:an i Jönköping.

Motorvägen E4 går genom Jönköping. Andra vägar som går genom eller till Jönköping är riksväg 26, riksväg 30, riksväg 31, riksväg 40, riksväg 47, riksväg 50, länsväg 132 och länsväg 195.

##### Flygtrafik

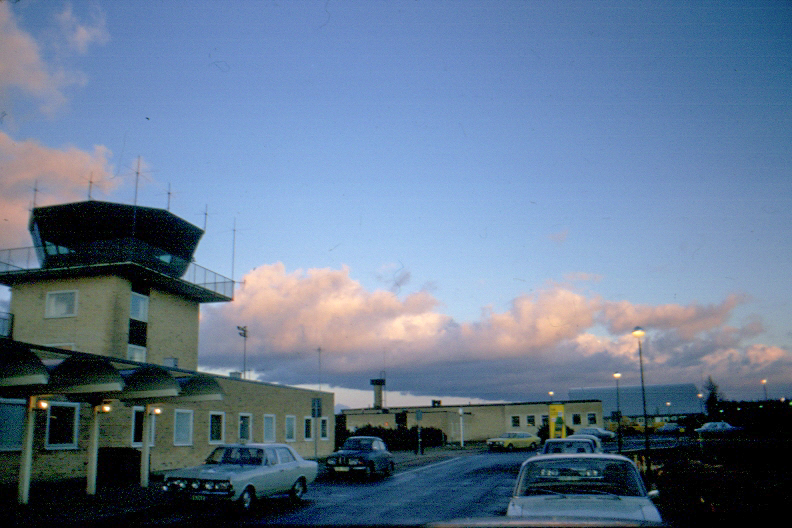
Jönköpings flygplats vid Axamo 1973.

Flygplatsen ägs i dag av Jönköpings kommun efter ett övertagande från Luftfartsverket i början av 2010. Jönköping Airport har för närvarande (2025) ingen linjetrafik. Flygplatsen har nattliga post- och fraktflygningar, både inrikes och utrikes, samt charter.

#### Utbildning

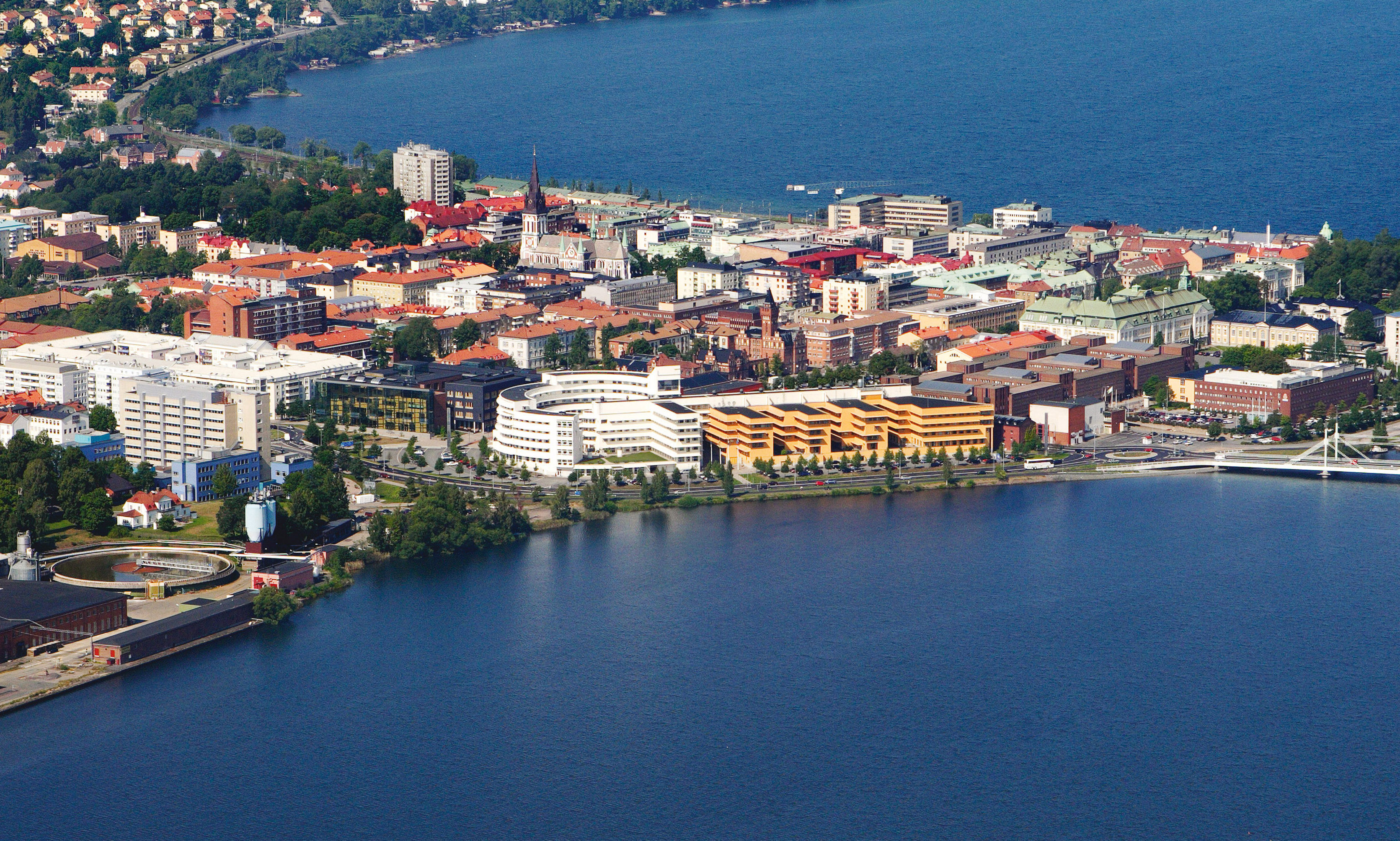
Högskolan

Högskolan i Jönköping har cirka 11 000 studenter och 800 anställda. Högskolan finns på ett samlat campus centralt i Jönköping och erbjuder cirka 60 program/inriktningar och runt 400 fristående kurser inom hälsa, vård och socialt arbete; undervisning, medie- och kommunikationsvetenskap; teknik, naturvetenskap och ingenjörsvetenskap samt ekonomi, juridik och informatik. Högskolan satsar även mycket på utbytesstudenter och har många internationella samarbeten med olika skolor.

## Befolkning

### Stadsdelar
Stadsdelarna i Jönköping har varierande karaktär – från historiska kvarter i Väster och Öster till moderna områden som Munksjöstaden och Skeppsbron. Stadsdelar som Rosenlund och Stadsparken rymmer kultur och nöjen, medan bostadsområden som Råslätt, Ekhagen och Dalvik präglas av miljonprogramsbebyggelse. Villakvarter finns bland annat i Bymarken, Kättilstorp och Sveahäll.

### Befolkningsutveckling
| Befolkningsutvecklingen i Jönköping 1960–2020                                                                         | Befolkningsutvecklingen i Jönköping 1960–2020 | Befolkningsutvecklingen i Jönköping 1960–2020 | Befolkningsutvecklingen i Jönköping 1960–2020 | Befolkningsutvecklingen i Jönköping 1960–2020 |
| --- | --------------------------------------------- | --------------------------------------------- | --------------------------------------------- | --------------------------------------------- |
| |                                               |                                               |                                               |                                               |
| År |                                               |                                               | Folkmängd                                     | Areal (ha)                                    |
| 1960 | 1960                                          |                                               | 66 875                                        |                                               |
| 1965 | 1965                                          |                                               | 71 033                                        |                                               |
| 1970 | 1970                                          |                                               | 80 693                                        |                                               |
| 1975 | 1975                                          |                                               | 78 650                                        |                                               |
| 1980 | 1980                                          |                                               | 76 027                                        |                                               |
| 1990 | 1990                                          |                                               | 76 275                                        | 4 400                                         |
| 1995 | 1995                                          |                                               | 79 914                                        | 4 410                                         |
| 2000 | 2000                                          |                                               | 81 372                                        | 4 405                                         |
| 2005 | 2005                                          |                                               | 84 423                                        | 4 433                                         |
| 2010 | 2010                                          |                                               | 89 396                                        | 4 482                                         |
| 2015 | 2015                                          |                                               | 93 797                                        | 4 257                                         |
| 2020 | 2020                                          |                                               | 100 579                                       | 4 764                                         |
| Anm.: Sammanvuxen med Lockebo och Norrahammar 1970. Kortebo utbruten 2015. Korgebovägen utbruten 2018 införlivad 2023 |                                               |                                               |                                               |                                               |

### Religion
Jönköping kallas ofta Smålands Jerusalem, eftersom många kyrkor, framför allt många frikyrkor som Pingstkyrkan och Allianskyrkan, samt Jehovas Vittnen, finns representerade i staden.

## Kultur

### Massmedier

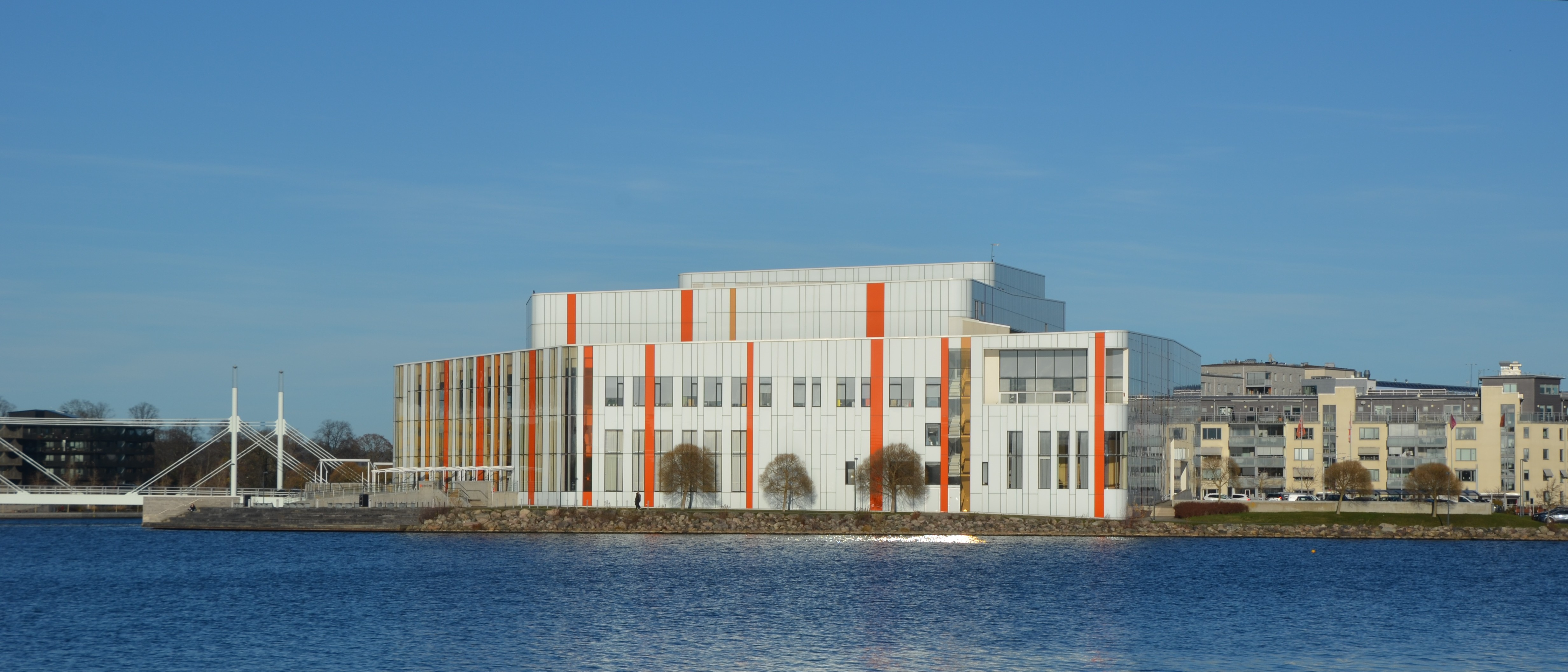
Kulturhuset Spira

Jönköping har en rik tidningshistoria med flera publikationer som speglar stadens samhällsliv och utveckling. Jönköpings-Posten (JP), grundad 1865, är en av landets äldsta dagstidningar och har länge varit den dominerande lokaltidningen i regionen. Jönköpings Tidning (JT), som idag ges ut som en del av JP, har sina rötter i en tidigare fristående liberal tidning. Smålands Folkblad, tidigare socialdemokratisk, hade sin storhetstid under 1900-talet men är idag nedlagd. Smålands Allehanda var en konservativ tidning som under lång tid konkurrerade med JP, innan den lades ned och delvis införlivades. Den moderna gratistidningen Jönköping Nu är en nyare aktör som når ut till hushållen med lokal nyhetsbevakning och evenemangsinformation, ofta med fokus på lättillgängligt innehåll.

### Sport

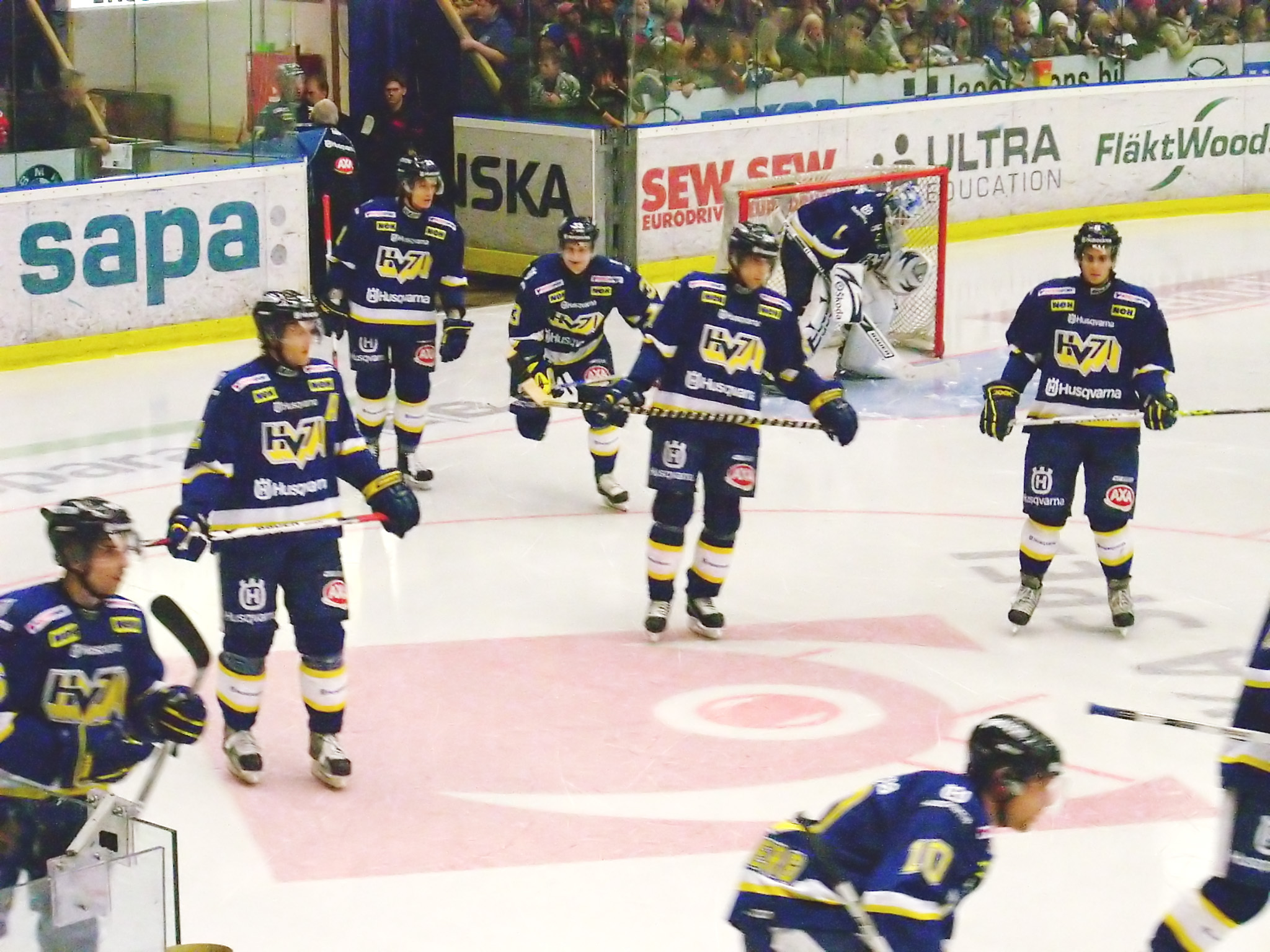
HV 71 är Jönköpings mest framgångsrika ishockeylag.

Den största idrottsklubben från Jönköping är ishockeyklubben HV71 som länge varit ett av Sveriges bästa ishockeylag och vann SM-guld för herrar 1995, 2004, 2008, 2010 och 2017. HV71 spelar i Svenska hockeyligan. En annan känd och framgångsrik klubb är fotbollsklubben Jönköpings Södra IF, som har sammanlagt tolv säsonger i allsvenskan mellan säsongerna 1945/1946 och 2017. Andra framstående idrottsklubbar i staden är Jönköpings IK (innebandy), IF Hallby (handboll) och Jönköpings Simsällskap.